# Mamtagila
Matilpe (Matilpi, Mamtagila) jedno od 5 plemena pravih Kwakiutl Indijanaca iz područja Fort Ruperta u Britanskoj Kolumbiji, s Havannah Channela u selu Etsekin. Nakon što su se Matilpe odcijepili od Kwakiutla u ne tako davno vrijeme, njih i Komoyue je kanadska vlada počela posebno popisivati, pa se termin Kwakiutla sveo na svega jednu bandu, poznatu kao Guetela ili Gwetela.
Potomaka danas imaju na rezervatu Etsekin Indian Reserve 1 među Indijancima kolektivno zvanim Tlowitsis-Mumtagila. Sa Tlowitsisima su se udružili 1945., a obje grupe prozvane su Turnour Island Band. Godine 1983. mijenjaju ime u Tlowitsis-Mumtagila First Nation, a 1998. skraćeno je na Tlowitsis First Nation, izbrisavši njihovo ime iz naziva. Pleme 2021. pravi zahtjev za priznavanje svojih posebnih prava i ime Ma'amtagila First Nation.
Glavno zimsko naselje plemena bilo je Etsekin. Gentes: Maamtagyila, Gyeksem i Haailakyemae. Populacija 1904. bila je 55.